# Prociphilus osmanthae
Prociphilus osmanthae är en insektsart. Prociphilus osmanthae ingår i släktet Prociphilus och familjen långrörsbladlöss. Inga underarter finns listade i Catalogue of Life.